# 肇庆曲霉
肇庆曲霉（学名：Aspergillus zhaoqingensis）是属于散囊菌目发菌科曲霉属的一种真菌，可生长在土壤等基物上。该种分布于中国等地。